# 세기와 더불어
《세기와 더불어》(世紀와 더불어)는 조선민주주의인민공화국의 주석이었던 김일성의 회고록이다. 하지만 《친애하는 지도자, 김정일》의 저자인 마이클 브린은 자신의 책에서 이 책의 일부 내용이 대필되었을 수 있다는 의견을 주장했다. 김일성 회고록 편찬에 직접 간여했던 황장엽은 김일성 본인이 아닌 중앙당 선전부 소속 작가들이 집필했고, 당역사연구소의 일꾼들 1, 2명 참가하여 고문 역할을 했다고 하였다.

## 내용
《세기와 더불어》에서는 김일성 본인의 어린 시절 및 가정 생활과 조선민주주의인민공화국이 건국되기까지의 항일 독립 운동 및 사회주의 혁명 과정에 대해 서술하고 있다.

## 구성
《세기와 더불어》는 김일성 생전에 발간된 6권의 '항일 혁명편'과 사후 조선로동당 중앙위원회가 김일성의 유고들과 각종 자료들을 기초로 발간한 2권의 '계승본'으로 이루어져 있다.

### 1권(항일 혁명 1편, 1992년 출간): 1912년 4월 ~ 1930년 5월
- 제1장 비운이 드리운 나라 (1912년 4월 ~ 1926년 6월)
  - 1. 우리 가정
  - 2. 아버지와 조선국민회
  - 3. 독립 만세의 메아리
  - 4. 타향에서 타향으로
  - 5. 《압록강의 노래》
  - 6. 나의 어머니
  - 7. 유산
- 제2장 잊을 수 없는 화전 (1926년 7월 ~ 1926년 12월)
  - 1. 화성의숙
  - 2. 환멸
  - 3. 타도제국주의동맹
  - 4. 새로운 활무대를 그리는 마음
  - 5. 독립군의 녀걸 리관린
- 제3장 길림 시절 (1927년 1월 ~ 1930년 5월)
  - 1. 선진 사상의 탐구
  - 2. 상월 선생
  - 3. 조선공산주의청년동맹
  - 4. 조직을 확대하기 위하여
  - 5. 단결의 시위
  - 6. 안창호의 시국 대강연
  - 7. 3부 통합
  - 8. 차광수가 찾은 길
  - 9. 왕청문의 교훈
  - 10. 철창 속에서

### 2권(항일 혁명 2편, 1992년 출간): 1930년 5월 ~ 1933년 2월
- 제4장 새로운 진로를 탐색하던 나날에 (1930년 5월 ~ 1930년 12월)
  - 1. 손정도 목사
  - 2. 준엄한 봄
  - 3. 카륜 회의
  - 4. 첫 당 조직 - 건설동지사
  - 5. 조선혁명군
  - 6. 혁명 시인 김혁
  - 7. 1930년 여름
  - 8. 두만강을 건너
  - 9. 《리상촌》을 혁명촌으로
  - 10. 잊을 수 없는 사람들
- 제5장 무장한 인민 (1931년 1월 ~ 1932년 4월)
  - 1. 수난당한 대지
  - 2. 9.18 사변
  - 3. 무장에는 무장으로
  - 4. 혈전의 준비
  - 5. 새 무장력의 탄생
- 제6장 시련의 해 (1932년 5월 ~ 1933년 2월)
  - 1. 남만으로
  - 2. 마지막 모습
  - 3. 기쁨과 슬픔
  - 4. 합작은 불가능한가?
  - 5. 단합의 리념 아래
  - 6. 구국군과 함께
  - 7. 소사하의 가을
  - 8. 라자구 등판에서

### 3권(항일 혁명 3편, 1992년 출간): 1933년 2월 ~ 1935년 2월
- 제7장 인민의 세상 (1933년 2월 ~ 1934년 2월)
  - 1. 보금자리
  - 2. 낮에는 적의 세상, 밤이면 우리 세상
  - 3. 쏘베트냐, 인민 혁명 정부냐?
  - 4. 국제당 파견원
  - 5. 백마에 대한 추억
- 제8장 반일의 기치 높이 (1934년 2월 ~ 1934년 10월)
  - 1. 리광
  - 2. 오의성과의 담판
  - 3. 동녕현성 전투
  - 4. 극단적 군사 민주주의를 론함
  - 5. 마촌 작전
  - 6. 밀림 속의 병기창
  - 7. 영생의 꽃
- 제9장 제1차 북만 원정 (1934년 10월 ~ 1935년 2월)
  - 1. 조선인민혁명군
  - 2. 부자와 가난뱅이
  - 3. 로야령을 넘어
  - 4. 녕안 땅에 울린 하모니카 소리
  - 5. 천교령의 눈보라
  - 6. 인민의 품

### 4권(항일 혁명 4편, 1993년 출간): 1935년 2월 ~ 1936년 5월
- 제10장 자주의 신념을 안고 (1935년 2월 ~ 1935년 6월)
  - 1. 사나운 회오리
  - 2. 다홍왜에서의 론쟁
  - 3. 공청의 산아들
  - 4. 사도구 참변에 대한 대답
  - 5. 혁명의 씨앗을 넓은 대지에
- 제11장 혁명의 분수령 (1935년 6월 ~ 1936년 3월)
  - 1. 북만의 전우들을 찾아
  - 2. 기이한 인연
  - 3. 경박호 기슭에서
  - 4. 전우들은 북으로, 나는 남으로
  - 5. 백전로장 최현
- 제12장 광복의 새 봄을 앞당겨 (1936년 3월 ~ 1936년 5월)
  - 1. 새 사단의 탄생
  - 2. 20원
  - 3. 혁명전우 장울화 (1)
  - 4. 혁명전우 장울화 (2)
  - 5. 조국광복회

### 5권(항일 혁명 5편, 1994년 출간): 1936년 5월 ~ 1937년 3월
- 제13장 백두산으로 (1936년 5월 ~ 1936년 8월)
  - 1. 왕가대장을 치고 만순을 끌다
  - 2. 정든 성시에서
  - 3. 《피바다》 초연 무대
  - 4. 녀성중대
  - 5. 백두산 밀영
  - 6. 애국지주 김정부
- 제14장 장백 사람들 (1936년 9월 ~ 1936년 12월)
  - 1. 서간도
  - 2. 물방아소리
  - 3. 리제순
  - 4. 남만의 전우들과 함께
  - 5. 《3.1월간》
- 제15장 지하 전선의 확대 (1936년 12월 ~ 1937년 3월)
  - 1. 불굴의 투사 박달
  - 2. 국내당공작위원회
  - 3. 백두산 기슭에서의 싸움
  - 4. 박인진 도정
  - 5. 민족종교 천도교를 두고
  - 6. 인민을 떠나서는 살 수 없다
  - 7. 량민 보증서

### 6권(항일 혁명 6편, 1995년 출간): 1937년 3월 ~ 1937년 11월
- 제16장 압록강을 넘나들며 (1937년 3월 ~ 1937년 5월)
  - 1. 무송 원정
  - 2. 소탕하에서의 일행천리
  - 3. 경위대원들
  - 4. 삼천리 방방곡곡에
  - 5. 권영벽
  - 6. 스쳐버릴 수 없었던 사연
  - 7. 유격대의 어머니
- 제17장 조선은 살아있다 (1937년 5월 ~ 1937년 6월)
  - 1. 보천보의 불길 (1)
  - 2. 보천보의 불길 (2)
  - 3. 지양개 군민 련환 대회
  - 4. 사진과 추억
  - 5. 간삼봉 전투
  - 6. 총을 쥔 소년들
  - 7. 혁명적 의리에 대한 생각
- 제18장 중일 전쟁의 불길 속에서 (1937년 7월 ~ 1937년 11월)
  - 1. 새로운 정세를 맞받아
  - 2. 김주현
  - 3. 농민을 준비시키던 나날에
  - 4. 독립려단 시절의 최춘국
  - 5. 9월 호소문
  - 6. 《혜산 사건》을 겪으면서

### 7권(계승본 1편, 1996년 출간): 1937년 11월 ~ 1940년 3월
- 제19장 시련의 언덕을 넘어 (1937년 11월 ~ 1938년 11월)
  - 1. 마당거우 밀영
  - 2. 족제비 사냥군
  - 3. 독립군의 마지막 부대
  - 4. 왕촌장과 왕서장
  - 5. 열하 원정
  - 6. 양정우와 만나
  - 7. 리보익 할머니
  - 8. 남패자의 수림 속에서
- 제20장 혁명의 새로운 고조를 향하여 (1938년 12월 ~ 1939년 6월)
  - 1. 고난의 행군
  - 2. 청봉의 교훈
  - 3. 소금 사건
  - 4. 대흥단 전투
  - 5. 옥돌골에서의 단오 명절
  - 6. 녀투사들의 혁명 절개
- 제21장 대부대 선회 작전의 총성 (1939년 7월 ~ 1940년 3월)
  - 1. 밀영에 찾아온 녀인
  - 2. 중국인 지주 류통사
  - 3. 수십만의 《대토벌군》과 맞서
  - 4. 오중흡과 7련대
  - 5. 평안도 사람
  - 6. 《쏘련을 무장으로 옹호하자!》
  - 7. 《마에다 토벌대》의 종말

### 8권(계승본 2편, 1998년 출간): 1940년 3월 ~ 1945년 8월
- 제22장 혁명의 기치를 끝까지 고수하자 (1940년 4월 ~ 1940년 12월)
  - 1. 소할바령에서
  - 2. 미래에 대한 락관
  - 3. 국제당의 련락을 받고
  - 4. 1940년 가을
  - 5. 위증민에 대한 회상
- 제23장 국제 반제 력량과 련합하여 (1941년 1월 ~ 1942년 7월)
  - 1. 하바롭스크 회의
  - 2. 혁명가 김책
  - 3. 타향에서 봄을 맞으면서
  - 4. 소부대 활동의 나날
  - 5. 신념과 배신
  - 6. 국제 련합군을 편성하여
  - 7. 동북항일련군의 전우들과 함께
  - 8. 북만에서 온 투사들
  - 9. 혁명의 뿌리를 가꾸며
- 제24장 거족적인 반일 항전으로 (1942년 8월 ~ 1945년 8월)
  - 1. 해방의 날을 그리며
  - 2. 전민 항쟁의 불길은 온 강토에
  - 3. 대일 작전의 돌파구
  - 4. 민족의 얼
  - 5. 반일 애국 력량과의 단합을 위하여
  - 6. 현해탄 너머에서도
  - 7. 최후 결전의 날
  - 8. 개선

## 구상 및 출판
김일성은 1991년경부터 회고록 저술에 관한 구상을 시작하였고, 1992년에 《세기와 더불어》 첫 번째 판이 출판되었다. 이후 회고록은 조선로동당출판사에서 여러 번 출판되었고, 조선외국문도서출판사에서는 이 책의 영어, 일본어, 중국어, 러시아어, 스페인어 번역판을 출판했다.
이 책은 1992년에 조선로동당출판사에서 처음 출판되었으며, 김일성전집과 김일성선집에도 내용의 일부가 실려 있다.

## 회고록 사상훈련
조선민주주의인민공화국에서는 이 회고록으로 '사상훈련'을 하고 있으며, 이 '회고록 사상훈련'을 통한 학습이 토요일에 이루어지고 있다.
1994년에는 이 회고록 사상훈련의 이해에 도움을 주기 위한 '회고록 학습사전'이 출판되었다.

## 김일성 회고록 편찬에 관여한 황장엽의 증언
1997년에 한국으로 망명한 황장엽은 북한에 있을 때 김일성 회고록 편찬에 직접 간여한 바 있는데, 저서 「북한의 진실과 허위 (시대정신, 2006)」에서 김일성 회고록 집필 당시의 일에 대해 아래와 같이 증언하였다.
혁명전통을 과장하고 역사를 왜곡하는 데서 김정일은 큰 공로를 세웠다. 그는 항일 무장투쟁을 주제로 하는 많은 소설과 영화를 만들어 내도록 하였다. 이때부터 임춘추를 비롯한 항일 빨치산들 참가자들이 쓴 회상기를 회수해버렸다. 그것은 빨치산 참가자들이 아무리 김일성을 우상화하여 회상기를 쓴다하여도 실수하여 때때로 진실을 쓸 수 있기 때문이다. 김정일은 빨치산 참가자들의 회상기가 아니라 소설가들이 생각해낸 허구가 역사적 사실로 인정되게끔 이끌어 나갔다. 이러한 문학작품들은 그것을 김정일이 직접 지도하여 만들었다는 의미에서 ‘김정일 노작’과 같은 권위를 부여하였으며 당 조직을 통하여 전국적으로 모든 사람들이 의무적으로 다 읽도록 하였다. 그러다 보니 소설이나 영화에 나온 사실들을 모든 사람들이 역사적 사실로 생각하게 되었다. 이에 기초하여 『세기와 더불어』라는 김일성의 회고록이 나오게 되었다.
.....김일성을 우상화하기 위한 소설과 영화 시나리오를 쓰는 작가들은 다 중앙당 선전부에 속해 있었기 때문에 선전부는 자기들이 김일성의 회고록을 쓰겠다고 주장하였으며, 당역사연구소는 회고록을 쓰는 것은 당역사연구소의 과업이라 하면서 이 사업을 당역사연구소가 주관하겠다고 주장하였다. 김정일의 결론에 따라 당역사연구소가 김일성 회고록 집필을 주관하게 되고 선전부가 작가들을 동원해 주기로 하였다. 실제로 회고록을 집필한 것은 작가들이었으며 역사연구소의 일꾼들은 1, 2명 참가하여 고문의 역할을 하였다. 이 사업은 김일성을 우상화하고 혁명전통을 과장하는데서 큰 성과를 거두었다. 우리같이 우상화 선전의 내막을 잘 알고 있는 사람들은 회고록을 믿지 않았지만 일반대중들은 소설에서 읽고 영화에서 본 사건들이 재미나게 서술되어 있기 때문에 회고록을 진실한 것으로 받아들이게 되었다. 당역사연구소에서는 이런 성과에 고무되어 만세를 불렀으며 항일 빨치산투쟁시기뿐 아니라 해방 후 시기를 포함하는 대규모의 회고록 출판 계획을 세웠다.
.....그런데 1994년 7월 8일 김일성이 사망하게 되자 회고록 출판사업을 계속할 것인가, 말 것인가 하는 문제가 제기되었다. 나는 단호하게 회고록 출판사업을 그만두어야 한다고 주장하였다. 김일성이 살아 있을 때에도 회고록을 문학전문가들이 너무 재미나게 썼기 때문에 사람들이 본인이 직접 쓴 것이 아니라는 의심을 품을 수 있었는데 죽은 다음에도 그런 투로 회고록을 발표하게 되면 이전에 출판한 것까지도 사람들이 믿지 않게 될 것이라고 주장하였다. 그러나 공명심에 사로잡힌 사람들은 내 말을 들으려고 하지 않았다. 그들은 회고록 속편을 만들어 김정일에게 올렸는데 그는 아주 잘 썼다고 칭찬하였다. 회고록 출판사업은 김일성 사망 후에도 계속되었다. 이러한 역사의 위조가 과연 효과를 낼 수 있겠는가? 이들은 역사는 결국 사실대로 밝혀지게 마련이라는 단순한 진리를 알지 못하고 있는 것이다.

## 회고록의 진실성에 대한 문제 제기
황장엽의 증언이 아니더라도 이미 노쇠한 김일성이 방대한 분량의 회고록을 직접 집필했다고 보기는 어렵다. 작가들이 집필한 회고록은 해방 이후 출판된 각종 김일성 전기와 빨치산 회상기들을 참고했을 것이다. 이전에 간행된 김일성 전기류나 소위 혁명역사서들의 문제점에 대해 많은 사람들이 지적한 바 있다. 이런 것들을 토대로 쓰인 김일성 회고록 내용의 진실성에 대해서도 일찍부터 여러 사람들이 비판을 하고 문제 제기를 하였다. 세세한 것은 차치하고라도 회고록에는 김일성의 중국공산당 가입 사실이나, 동북인민혁명군 및 동북항일연군의 하급 전사와 중급 간부로 활동한 전력, 일본군 토벌에 쫓겨 소련으로 도피하여 소련군에 5년간 복무한 사실 등은 모두 감추고, 조선인민혁명군이라는 존재하지 않았던 날조된 부대를 지휘하여 수많은 대소 전투에서 모조리 큰 승리를 거두고, 종국에는 북조선을 해방시킨 것으로 각색하였다.

## 김일성이 1942년에 쓴 자필 '회고록' 《항련 제1로군 약사(抗聯 第一路軍 略史)》
회고록이라고 보기는 어렵지만 김일성이 소련으로 넘어간 후인 1942년에 자신이 소속했던 부대 동북항일연군 1로군이 만주에서 벌인 투쟁의 역사와 성격에 대해 자술한 "항련 제1로군 약사(抗聯 第一路軍 略史)"가 자신의 투쟁에 대해 스스로 내린 비교적 솔직한 평가로 볼 수 있다. 이 문건을 출판하면서 중국 당국이 필자의 이름 김일성을 삭제시켰는데, 만주 빨치산들의 행적을 연구해온 재일교포 김찬정(金贊汀)씨는 중국의 조선족 역사학자 김우종이 원래 필자가 김일성으로 되어 있었다고 확인해 주었다 한다. 또 일본의 중국 유학생에게 항련제1로군 약사를 번역하게 했더니, 문장이 수준이 낮고 말이 연결이 안 되는 부분이 많다고 했다한다.
1942년 당시는 그가 북한 지도자가 되리라고는 꿈도 못꾸던 시절이므로 자신이 한 일에 대한 과장이나 미화는 거의 없다. 이 문건에는 조선독립이란 말은 한 마디도 나오지 않으며, 자신의 혁혁한 항일전공으로 내세우는 보천보 사건도 조선인민혁명군도 나오지 않는다. 그가 중공당원으로 만주 실지회복을 위한 중국인들의 투쟁에 동참하여 열심히 싸웠으나 최종적으로 패배했다는 것을 솔직히 시인하고 있다. 어릴 때 중국으로 가서 거기서 성장하고 교육받아 중국에 동화된 조선인, 즉 조선 사람이 아닌 만주의 조선족에 해당하는 정신세계를 가지고 있었다는 것이 드러나 있다. 해방 당시 그가 중국말에는 능하나 조선말은 심하게 더듬거렸다는 것도 이런 것에 연유한다. 비단 김일성 뿐만 아니라 항일연군에 참여한 조선인 대다수도 비슷한 성격의 사람들이었다. 해방 후 소련군의 간택을 받아 북한 핵심 권력층이 된 소수를 제외하면 조선인 빨치산 거의 모두가 중국의 조선족이 되었고, 한국으로 온 사람은 단 한명도 없는 것도 이런 이유 때문이다.
항일연군시절 김일성의 수하였던 여영준(呂英俊)은 당시 김일성이 해방이 되면 중국 공산당이 안투 현장(安圖縣長) 정도를 시켜주길 원했다고 증언하였다. 이런 말은 결국 당시 김일성은 혈통만 조선인일 뿐 사실상 중국에 동화된 중공 당원으로 일본이 패망해도 만주에서 행세하기를 원하는 중국인이었고, 그의 항일 투쟁이란 것도 중국을 위한 것이었을 뿐 조선 독립과는 아무 관계가 없었다는 증거이다. 여영준 본인은 북한으로도 가지 않고 중국인인 만주의 조선족이 되었다. 일본군에 쫓겨 소련으로 도망가서는 또 중국보다 앞선 소련의 군인으로 출세하기를 원했다. 빨치산 시절 김일성의 전령병이었던 리을설(李乙雪, 1921-2015)도 김일성이 죽고 난 다음부터 강연 다닐 때 소련 시절의 김일성은 소련서 살고 싶어 했고, 국내로 돌아올 생각이 전혀 없었다고 하였다. 당시 그는 조선 독립에는 아무 관심도 없고, 소련군 내에서 출세하기를 간절히 원했다고 한다.
소련의 고려인으로 해방 직후 평양에서 김일성에게 마르크스-레닌 사상을 가르친 박일(朴一) 전 김일성대 부총장은 "김일성이 주로 중국에서 빨치산활동을 한 탓인지 사물을 판단하는 데 우선 중국어로 궁리하는 습관이 있어 교육에 애로가 많았으며 1백여편의 그의 연설문을 작성할 때 金(김)의 지적능력을 감안하지 않을 수 없었다"고 회고했다. 박씨는 『김은 전혀 교육을 받지 못했고 그의 한국말은 형편없이 서툴러 그가 중국인인지 한국인인지조차 분간하기 어려웠다』면서 김이 어렸을 때부터 중국인들 사이에서 자랐다고 설명했다. 김일성이 평양의 대중 앞에 처음 등장한 1945년 10월 14일의 집회에 참석했던 김재순(金在淳, 1923~2016) 전 국회의장도 당시 노장군을 기대했던 평양 시민들이 새파란 젊은 김일성을 보고 가짜라고 실망했고, 한국말도 제대로 못했다고 증언한다. KGB장교였던 레오니드 바신은 제1차 조선공산당대회를 앞두고 김일성의 연설문을 만들어주는 일을 했는데, 조선인 출신 소련군장교들은 김일성이 중국어는 꽤 잘 하지만, 조선어 지식이 매우 부족해서 상황에 적절한 연설문 작성에 애를 먹었다고 하였다.

## 한국내 간행과 논란
"세기와 더불어"가 북한에서 간행되기 시작한 직후 일본에서 이를 입수한 사람들이 한국에서도 "참된 봄을 부르며"라는 위장 제목으로 4권까지 간행했다.
- [중고] 참된 봄을 부르며 1 (1993년 초판) - 알라딘
- 참된 봄을 부르며, Volumes 1-4 books.google 1993
- 外大(외대)「主思(주사)연구」적발 / 경찰 北韓(북한) 교재로 金日成(김일성) 일대기 학습 3명 구속 1명 수배 동아일보 1994.08.26 31면
- 김일성 전기 판매혐의 國保法 영장신청 기각 - 중앙일보 1995. 7. 22.
- 북 찬양 출판조직 적발 / 3명 구속 / 원전-테이프 밀반입 - 조선일보 1995. 7. 29  29면

2021년에 한국에서 김일성 회고록 전8권을 다시 간행한 사람들이 소송에 휘말려 있다.
- 세기와 더불어 항일회고록 세트 전8권 (민족사랑방, 2021년 4월 1일)
- 교보문고, 김일성 회고록 '세기와 더불어' 판매 중단 - 이데일리 2021. 4. 25
- 김일성 회고록 판매금지 기각… 탈북민들 '우려' - BBC News 2021. 5. 18
- 경찰, 김일성 회고록 '세기와 더불어' 출판사 압수수색 - 뉴스핌 2021. 5. 26

## 김일성 회고록 비판서
- 허동찬(許東粲, 1932 ~ ), 『김일성 황혼기 회고록 그 사실적 검증』 (서울: 남북문제연구소, 1992)
- 새전기 「세기와 더불어」 허동찬씨의 분석 (신고 김일성 자서전 연구) : 1992~1993년간 서울신문에 연재 (총 55회)

김일성 자서전 연구 재일 조선대교수 20년… 김일성연구 1인자 / 집필자 허동찬씨는… 서울신문 1992. 10. 01 (목)  5면
새전기 「세기와 더불어」 허동찬씨의 분석(신고 김일성 자서전 연구 : 2) 1992. 10. 06 (화) 서울신문 3면
새전기 「세기와 더불어」 허동찬씨의 분석(신고 김일성 자서전 연구 : 55·끝) 1993. 05. 07 (금) 서울신문 6면
- 이명영(李命英, 1928-2000), 『세기와 더불어는 어떻게 날조되었나 (원제: 김일성회고록을 어떻게 읽을 것인가)』 세이지, 2021년 5월 24일

이명영(李命英, 1928-2000), 『'김일성(金日成) 회고록'을 어떻게 읽을 것인가 - 문제와 인식(問題와 認識)』, (서울, 해성사회윤리문제연구소, 2000년)
이명영(李命英), 《김일성 회고록의 진실과 허구》, 신동아 1992년 7월호 pp.342 ~ 359.
故이명영 교수가 밝힌 '김일성 회고록'의 날조와 거짓 보관됨 2021-06-29 - 웨이백 머신 조선펍 2021-05-03
도태우 변호사 "김일성 회고록은 정신에 대한 전체주의 독극물이 섞인 제품과 마찬가지...
일반적 유통 상태로 내보내는 것은 자유체제의 파괴를 용인하는 셈"
- 서재진, 『김일성 항일무장투쟁의 신화화 연구』 통일연구원 연구총서 2006-11 / 2006-12-26 (국립중앙도서관 원문 보기)

p.217의 "<표 Ⅳ-1> 역사적 사건별 주도자에 대한 사실과 북한 역사서 왜곡"에 주요 왜곡 사항을 표로 정리함.

## 같이 보기
- 민족사학
- 백선행